# 豆沙關
豆沙关，又稱石门关，位于中華人民共和國云南省昭通市盐津县境内，爲古代滇川要道的一個关隘，也是由蜀入滇的第一道险关。素有“南有和顺，北有豆沙”之称。